# 菊花と西洋婦人
『菊花と西洋婦人』（きっかとせいようふじん、英: Chrysanthemums and European Ladies、仏: Chrysanthèmes）は、日本の洋画家黒田清輝が1892年（明治25年）に描いた絵画。カンヴァスに油彩。縦60.3センチメートル、横81.2センチメートル。美術史家の荒屋鋪透は、黒田のグレー＝シュル＝ロワン滞在時代の代表作としている。1893年（明治26年）のアンデパンダン展に出展された。個人蔵。『菊花と西洋婦人像』『菊花のある婦人図』とも。

## 由来

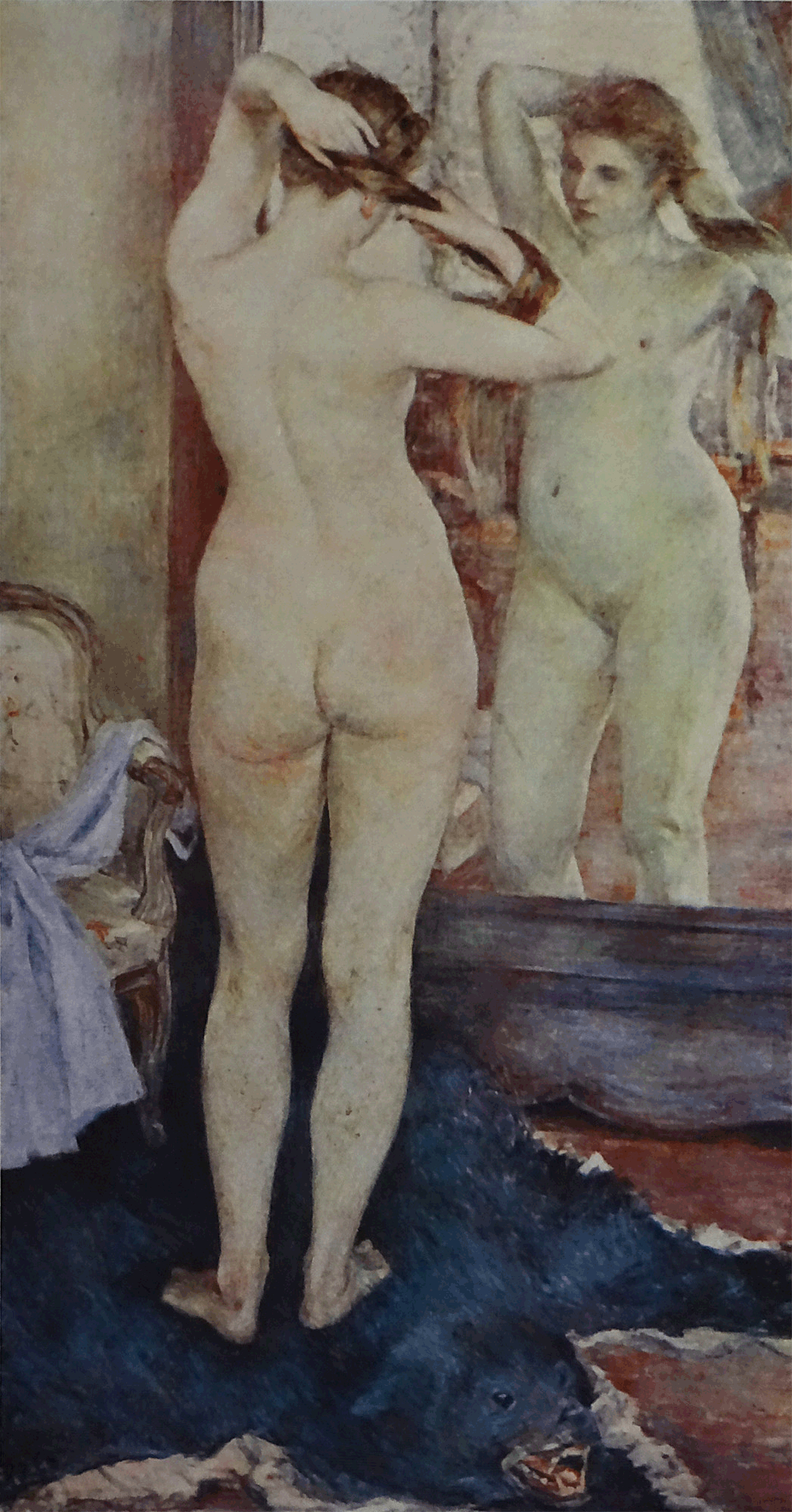
黒田清輝『朝妝』、1892年 - 1893年製作、のち焼失

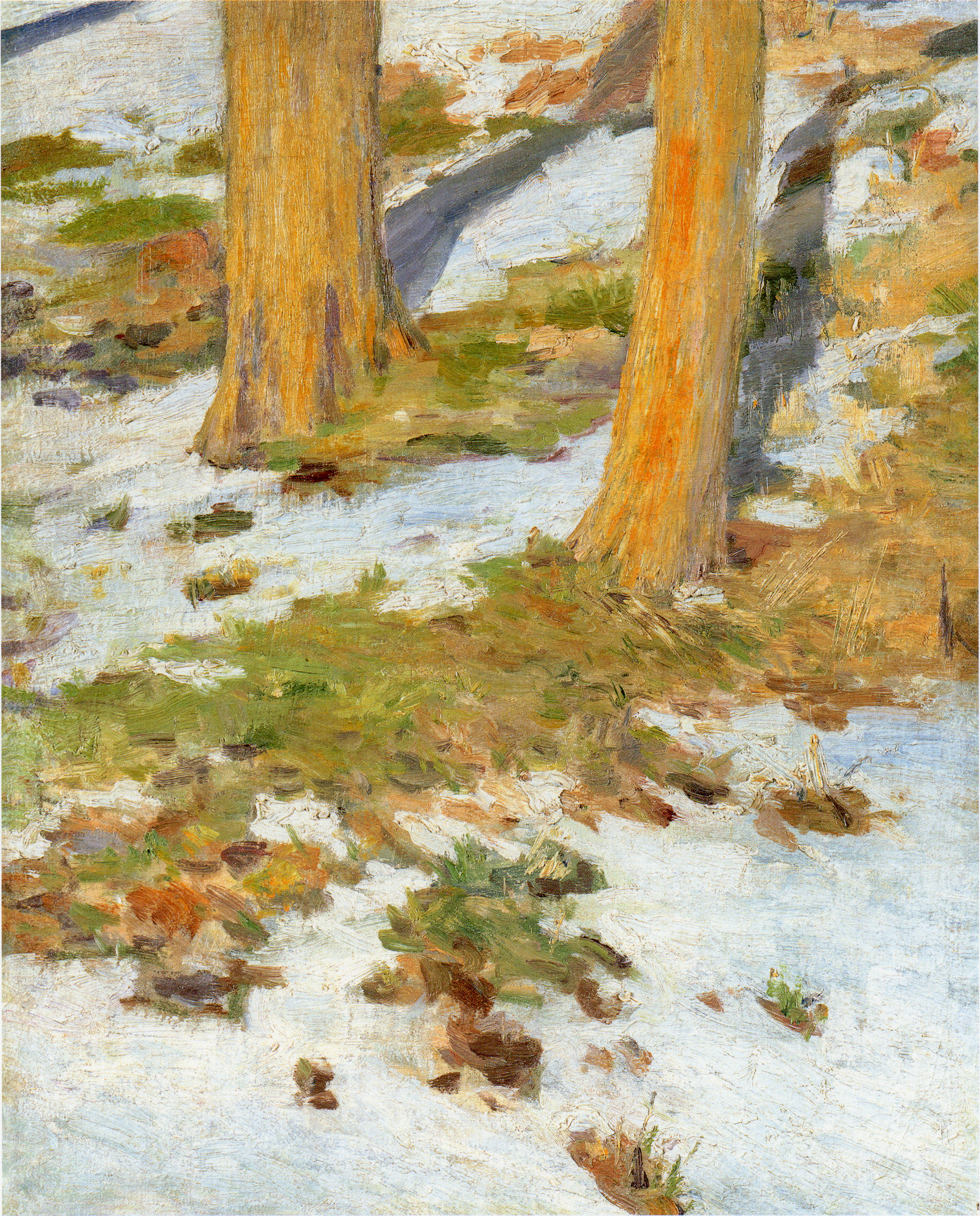
黒田清輝『残雪』、1892年ごろ

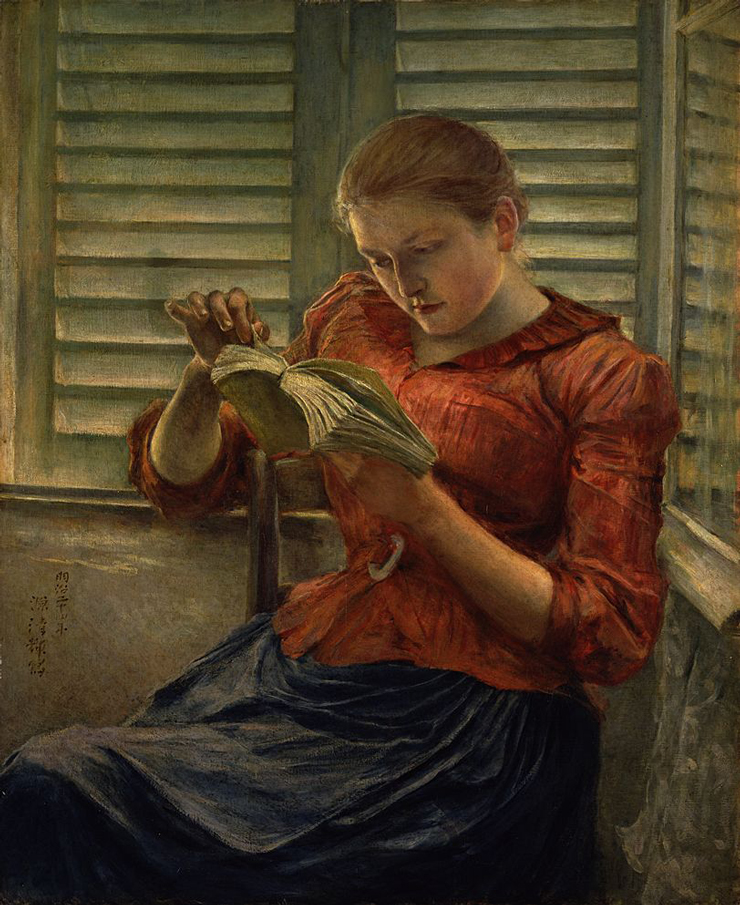
黒田清輝『読書』、1891年、東京国立博物館所蔵

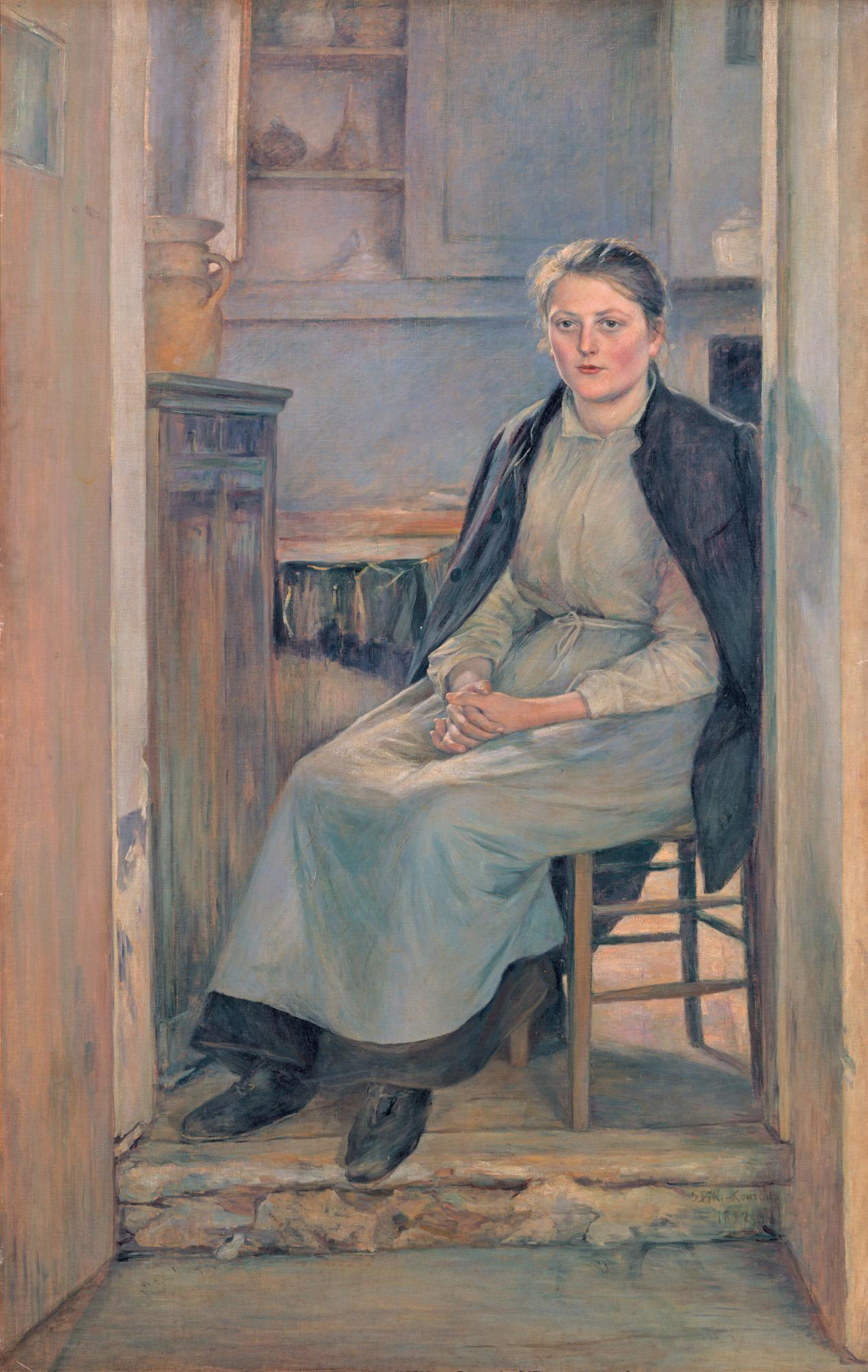
黒田清輝『婦人像（厨房）』、1891年 - 1892年、東京藝術大学大学美術館所蔵

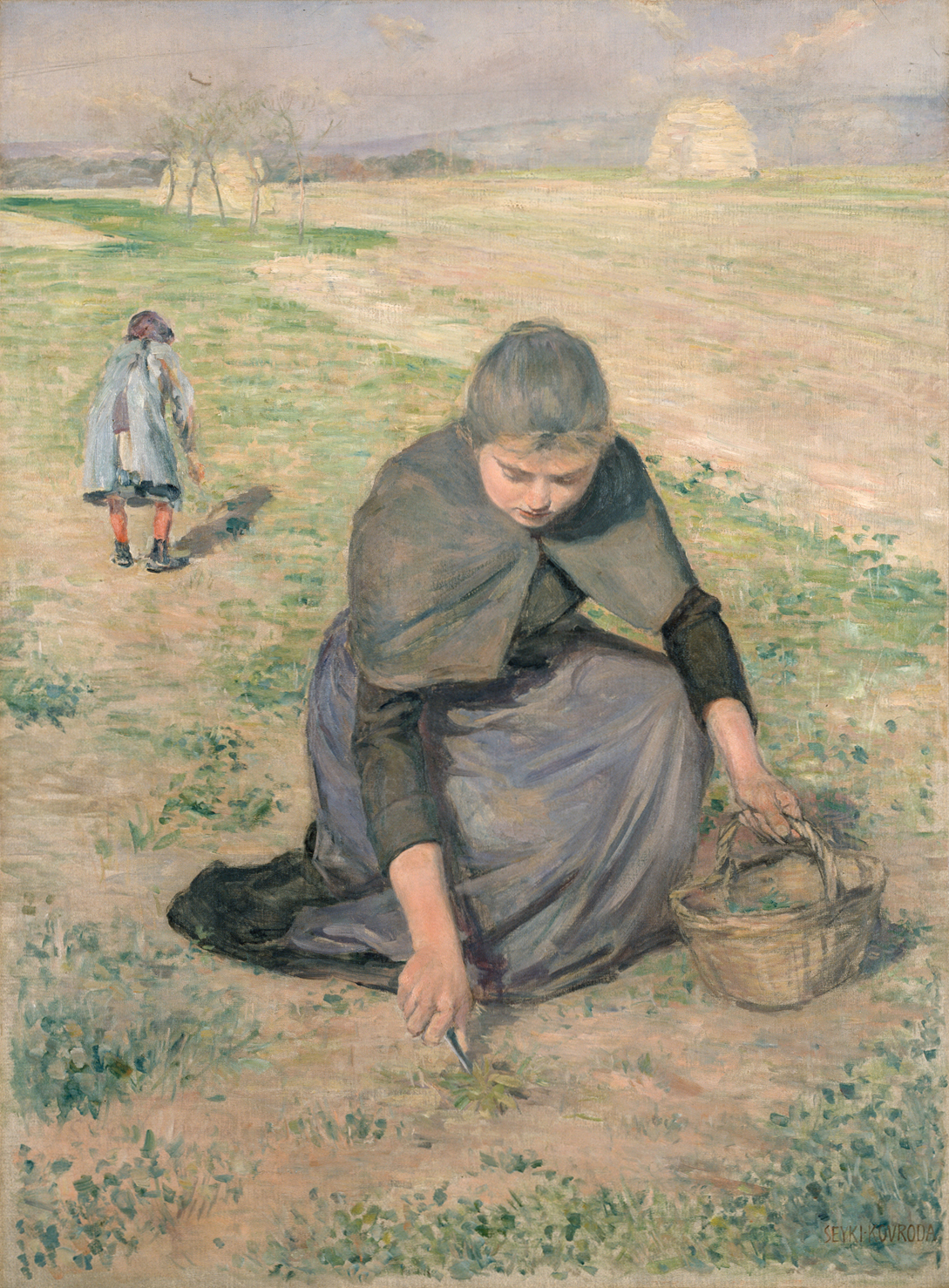
黒田清輝『摘草する女』、1891年、東京国立博物館所蔵

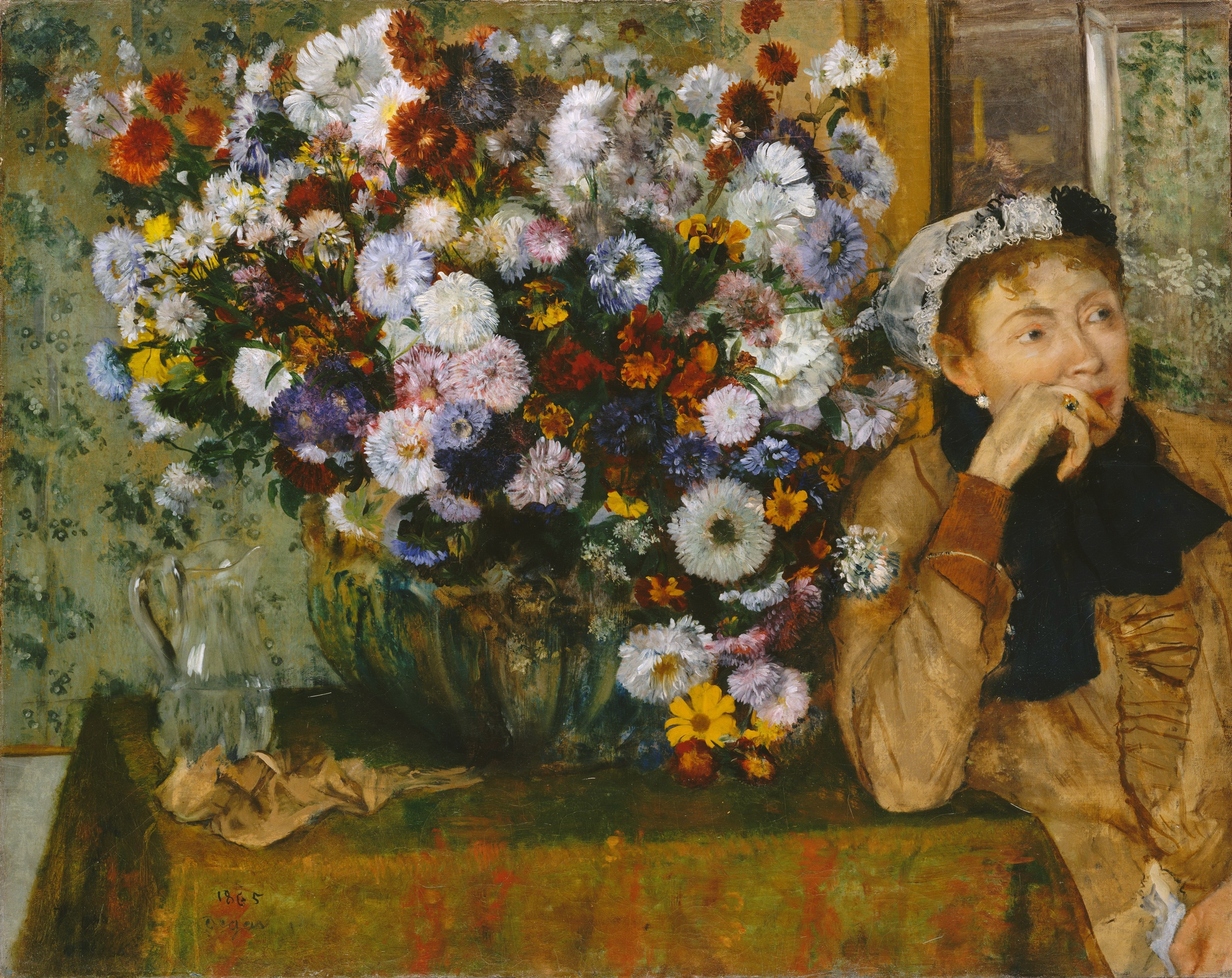
エドガー・ドガ『菊花と西洋婦人像』、1865年

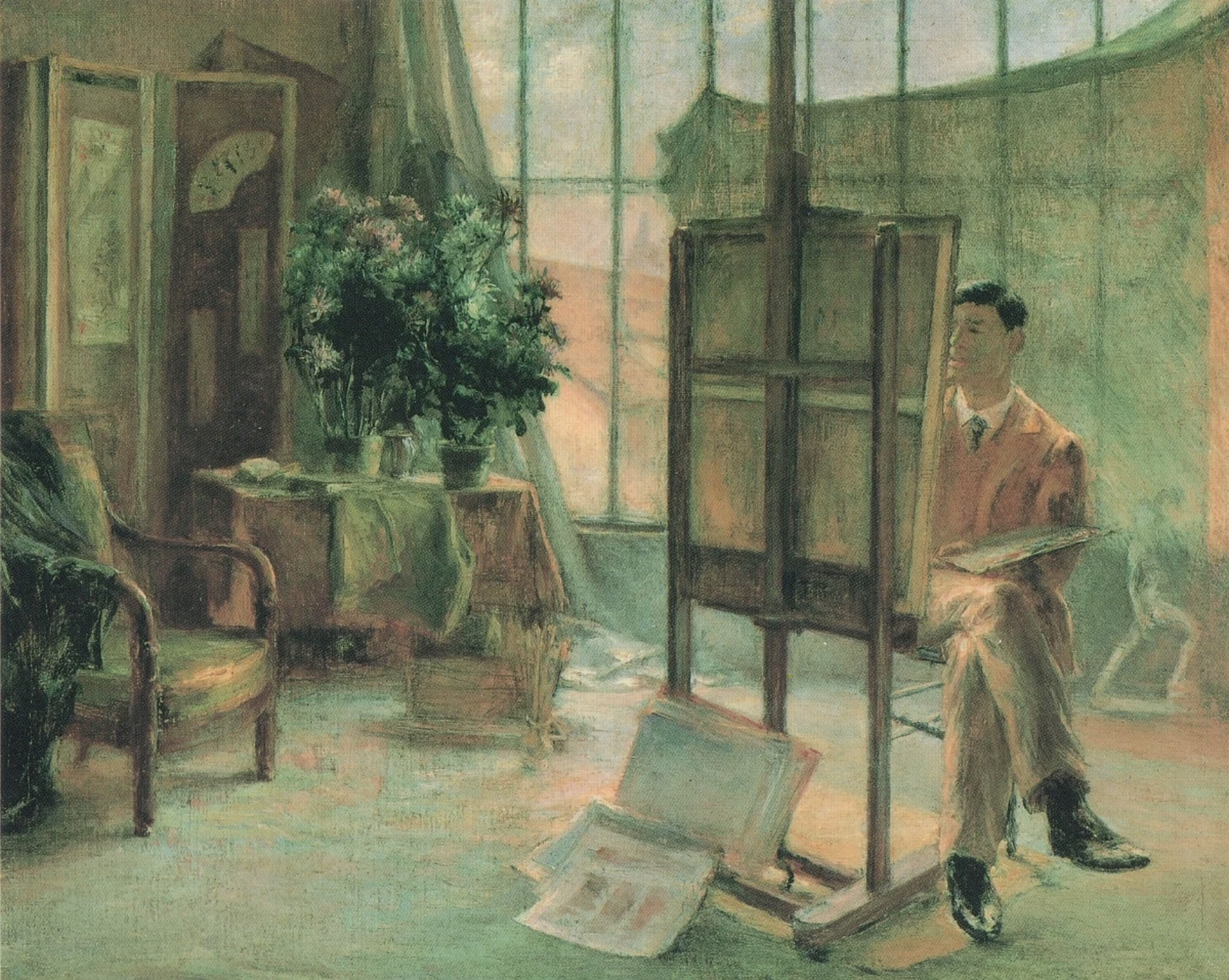
黒田清輝『画室にての久米氏像』、1889年、久米美術館所蔵

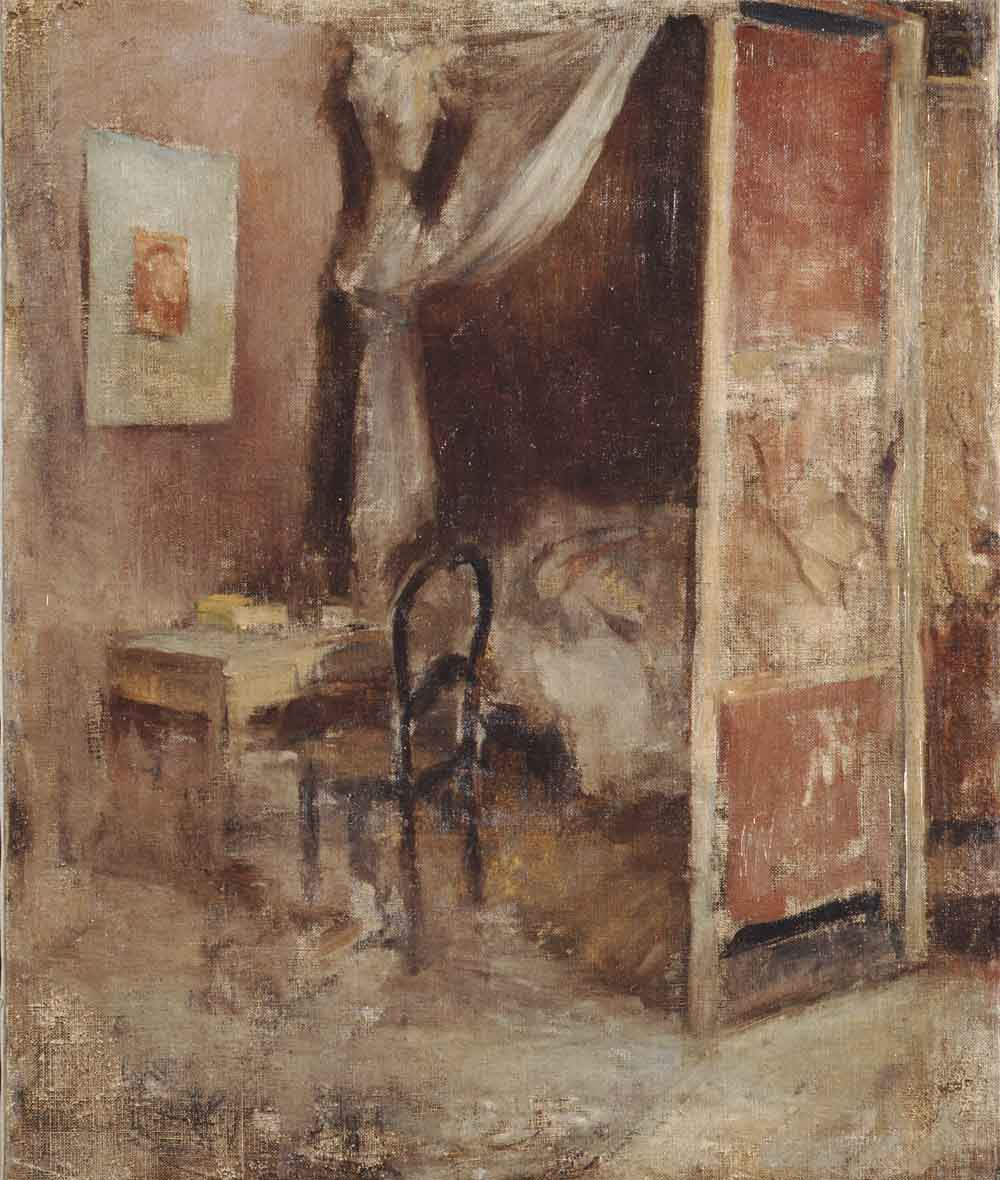
黒田清輝『画室の一隅』、1889年、東京国立博物館所蔵

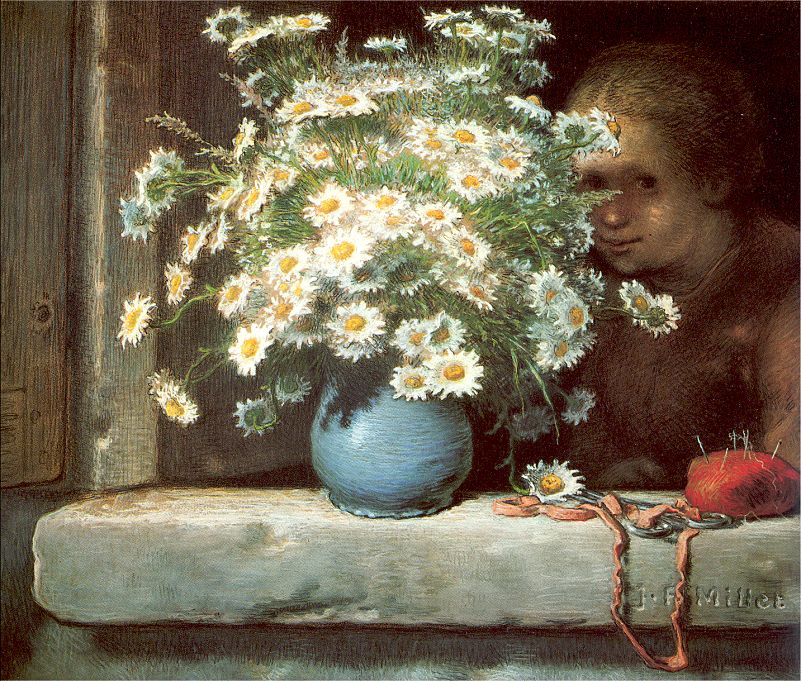
ジャン＝フランソワ・ミレー『ヒナギクの花束』、1871年ごろ

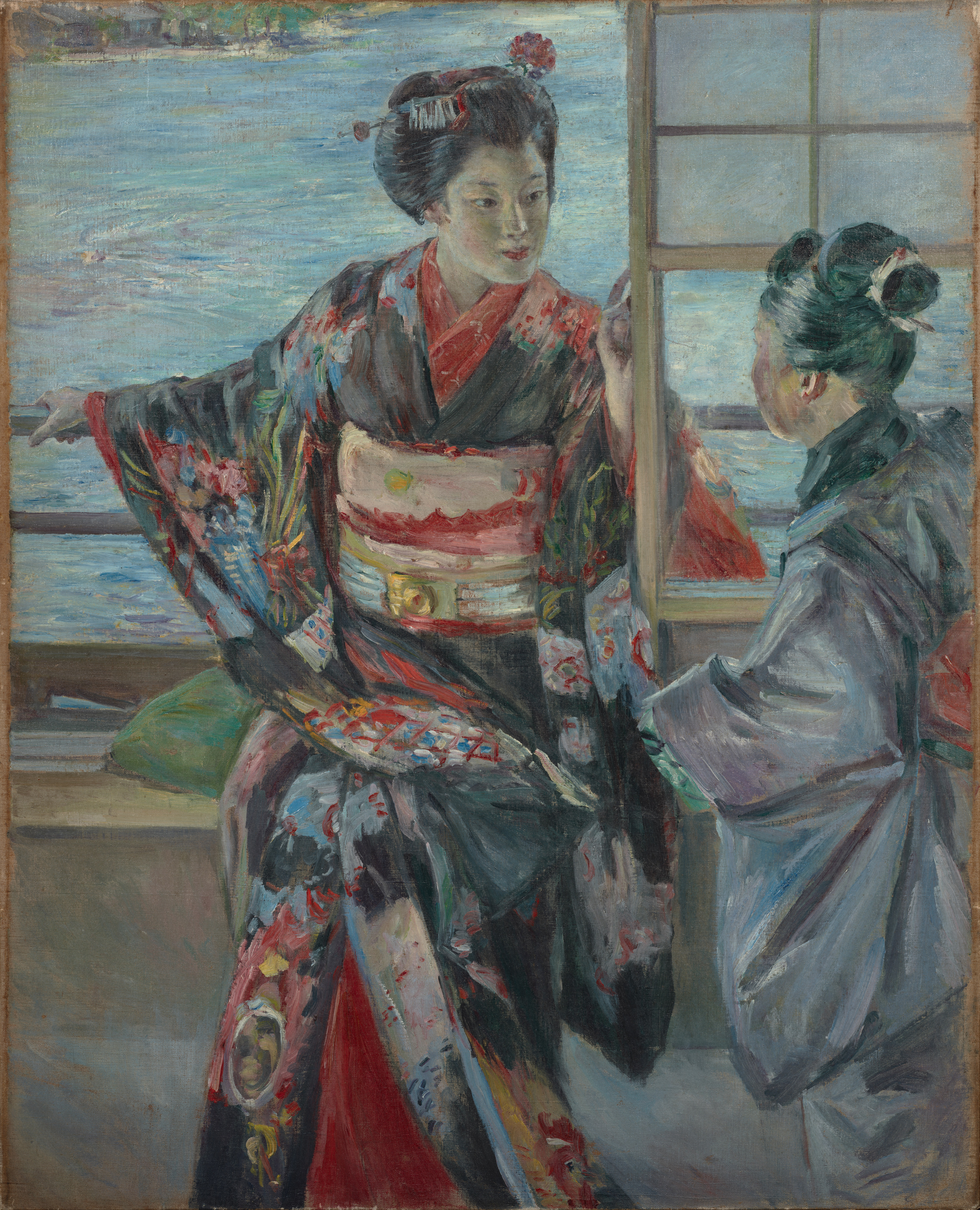
黒田清輝『舞妓』、1893年、東京国立博物館所蔵

1890年（明治23年）7月中旬から1892年（明治25年）12月にかけてのおよそ2年半にわたって、黒田はパリ近郊の芸術家村、グレー＝シュル＝ロワンを本拠として製作活動を行った。
グレー村での生活が終盤にさしかかった1892年（明治25年）11月27日、黒田はかねてより懇意になっていた同村の侯爵、ド・カゾー家 (marquis de Casaux) から1束の菊の花の贈呈を受け、その花と2人の女性像を主題とした本画の製作を開始した。この頃は、『朝妝』（1892年 - 1893年製作、のち焼失）の製作を一時的に中断していた時期にあたる。
黒田は、1892年（明治25年）11月30日付けの日記に次のように記している。記述中の「霜菜」はマリアのことである。
今日も亦庭での画ハだめ とうとう三条様から貰た菊の花ヲ描く事として画部屋ニ行ク 花いけニする大キナ壺ヲもとの煙草屋の婆ニ霜菜が借りて呉れた 霜菜ヲ菊のかげニ置キ下画ヲかく—黒田清輝、『黒田清輝日記』、1892年11月30日
黒田は、1892年（明治25年）12月10日付け、13日付けおよび15日付けの日記にそれぞれ次のように記している。記述中の「鞠」はセリーヌのことである。
夕方暗く為る迄菊の花及瓶ヲかく—黒田清輝、『黒田清輝日記』、1892年12月10日
昼後二時頃ニ鞠と霜菜が来た 二人ヲ手本ニして夕方迄かく—黒田清輝、『黒田清輝日記』、1892年12月13日
朝一時間程菊の花ヲ論ず 昼後ハ一時半頃から霜菜と鞠ヲ研究—黒田清輝、『黒田清輝日記』、1892年12月15日
本画は、1892年（明治25年）12月下旬に完成された。黒田は、養母の貞子に宛てた同月23日付けの書簡の中で、次のように記している。
かきかけのきくのゑもかいてしまいましたから二三日のうちニせんせいのところニもつていつてみせようとぞんじます—黒田清輝、『黒田清輝日記』、1892年12月23日
その年の12月、グレー村は積もるほどの雪に見舞われた。黒田はこの頃、同村のポプラの立ち木と、その根もとで解けずに残っている雪を描いた『残雪』を製作している。また、ポプラの立ち木のほかに薄い紫紅色の塀などを描いた『雪景』もこの頃の作とされる。
黒田は、1893年（明治26年）3月18日から4月27日にかけてパリのシャンゼリゼ通りで開催されたアンデパンダン展に『西洋婦人納涼図』（1892年）『ロアン河辺の雪景』や本画『菊花と西洋婦人』を含む計6点の油彩画を出展した。この6点のタイトルは、同展のカタログでは “La neige sur les bords du Loing”、“Des vagues”、“Repose en été”、“Chrysanthèmes”、“Jardin en automne”、“Passe─temps sentimental (poésie de M. Yoshida)” となっており、黒田の日記では『ロアン河邊の雪景』『波』『納涼』『菊』『秋の園』『花下美人索句（吉田義静の詩一首書き添え）』となっている。
1894年（明治27年）3月15日、黒田は帰朝に際して皇居を参内し、明治天皇に拝謁し天杯を受けた。このとき『西洋婦人納涼図』とともに本画が献上されたものとされる。1925年（大正14年）に審美書院より刊行された和田英作編『黒田清輝作品全集』に掲載された「黒田清輝年譜」では、本画『菊花と西洋婦人』の所蔵者は洋画家の小寺健吉となっている。
美術史家の隈元謙次郎による論文『滞仏中の黒田清輝』が発表された1940年（昭和15年）当時の本画の所蔵者は、三井家の男爵である三井高精（みつい たかきよ）となっている。東京文化財研究所は2014年度（平成26年度）に泉屋博古館分館において本画の全図・近赤外線撮影を行った。

## 作品
卓上に置かれた大きい花瓶に溢れそうなくらいに挿された何本もの菊の花が描かれている。菊の花は、画面の右側4分の3程度の範囲を占めている。花の色は、黄色や白色、朱紅色や茜色などさまざまである。画面左側の残りの部分に年若い2人の女性像が配されている。
2人の女性は、互いに顔を向かい合わせている。菊花の右端および女性像の左端は、ともに画面から切れている。肩から上が描かれた手前の女性は鑑賞者に背を向けており、前を向いた奥の女性は顔をわずかにのぞかせている。女性の肌には、わずかに赤色が用いられている。
2人の人物について、美術史研究者の三輪英夫は「同一人物かと見まごう」としており、美術評論家の勅使河原純は、実像と鏡面に映った反射像であるかのように極めて対称的な構図で描かれているとの旨を述べている。
モチーフをやや俯瞰からとらえることで、平面性が強調されている。背景は紫みがかった灰色で塗られており、花瓶は紫色を帯びた黒色をしている。最右下部に “Seiki Kouroda 1892” との署名および年記が入っている。

## モデル
モデルは、ド・カゾー侯爵家の敷地内に住むビョー家の六女のマリアと五女のセリーヌである。マリア（Maria Billaut、1870年11月24日 - 1960年12月27日）は、黒田の『読書』（1891年、東京国立博物館所蔵）や『婦人像（厨房）』（1891年 - 1892年、東京藝術大学大学美術館所蔵）『摘草する女』（1891年、東京国立博物館所蔵）などでもモデルになっている。ドイツ人の血を引く東部フランス人である。
父親のユージェーヌ・ビョー（Eugène Billault、1835年 - 1886年）は、豚肉加工業者 (charcutier) であり、また水車小屋の番人などもしていた。母親のセリーヌ・ローズ・ジョゼフィーヌ・ベラミー（Céline Rose Joséphine Bellamy、1835年 - 1913年）は、グレー村で生まれた人物である。セリーヌ（Céline、1868年 - 1938年）は、黒田が住み込んだ納屋風の小住宅を所有していた人物で、1889年9月に夫を亡くし、生まれたばかりの娘を翌10月に亡くしている。

## 比較
菊の花が画面の大部分を占め、人物が端に配された構図は、ジャポニスムの影響を受けたフランスの画家、エドガー・ドガによる『菊花と西洋婦人像』（1865年、メトロポリタン美術館所蔵）のそれと非常によく似ていると崔 (1997) や三浦 (2021) は指摘している。
黒田が滞仏時代の初期に製作した作品のうち、ジャポニスムを意識したものには、本画のほかに『画室にての久米桂一郎』（1889年、久米美術館所蔵）や『画室の一隅』（1889年、東京国立博物館所蔵）がある。菊の花を主だった位置に置き、その陰に人物を配した構図をもつ作品としては、ジャン＝フランソワ・ミレーの『ヒナギクの花束』（1871年ごろ）がある。
美術史学者の高階秀爾は『日本近代の美意識』の中で、日本の画家の作品にジャポニスムの影響が出現することをジャポニスムの「里帰り」と呼んでおり、黒田の『菊花と西洋婦人』や青木繁『海の幸』（1904年、アーティゾン美術館所蔵）がその作例である可能性があるとしている。勅使河原は、2人の人物像が互いに目を合わせているという点において、本画がほぼ同時期に描かれた『朝妝』および『舞妓』（1893年、東京国立博物館所蔵）と類似していることを指摘している。

## 評価
美術史家の隈元謙次郎は、「女性の肌や菊の花と背景色とが極めて美しく調和しており、黒田の色彩の仕方が上達していることを示す作品」との評価を行っている。美術史家の荒屋鋪透は、本画について「グレー時代の代表作」と評している。
美術史学者の三浦篤は、色彩の選定などの点で印象主義を強く意識して描かれたとしている。女性の服装について美術史研究者の三輪英夫は、典雅な雰囲気をもつ菊の花に似つかわしく、品が良く優美なものに仕上がっているとの評価を述べている。